# 田島梅子
田島 梅子（たじま うめこ、1889年（明治22年）- 1911年（明治44年）9月）は、明治時代の日本の女流歌人である。

## 経歴・人物
埼玉県の生まれ。若くして故郷の学校の教師として活動したが、後に上京して当時社会主義者として活動していた岡野辰之助と結婚した。その後は夫と親交があった堺利彦から社会主義学を学ぶ。
これによって1911年（明治44年）に堺が関与した大逆事件の刑期を終え釈放後に設立し経営した売文社に入り、荒畑寒村や大杉栄らと共に執筆活動を行った。しかし同年病気により23歳で夭折した。

## 著書
- 『片貝の歌』- 編纂中に死去[1][2]。後に堺が編纂し「売文集」に収録された。

## 関連書籍
- 『「冬の時代」の光芒―夭折の社会主義歌人・田島梅子』（碓田のぼる著）